# Chemin principal et chemins latéraux
Chemin principal et chemins latéraux (en allemand Hauptweg und Nebenwege) est une peinture de Paul Klee.